# Cibogo (Waled)
Cibogo is een bestuurslaag in het regentschap Cirebon van de provincie West-Java, Indonesië. Cibogo telt 4320 inwoners (volkstelling 2010).